# أطروحة العقل الممتد
تنص أطروحة العقل الممتد في فلسفة العقل، على أن العقل لا يقتصر وجوده على الدماغ أو حتى الجسم، بل يمتد إلى العالم المادي. تقترح الأطروحة أن بعض الأجسام في البيئة الخارجية يمكن أن تكون جزءًا من عملية إدراكية، وبالتالي تعمل كامتدادات للعقل نفسه. من أمثلة هذه الأجسام: الحسابات المكتوبة، المذكرات اليومية، أو الحاسوب الشخصي؛ بشكل عام، تتعلق بالأجسام التي تخزن المعلومات. تعتبر الفرضية أن العقل يشمل كل مستوى من مستويات الإدراك، بما في ذلك المستوى المادي.
طرح هذه الأطروحة كل من «آندي كلارك» و«ديفيد تشالمرز» في مقالهما المُعنوَن «العقل الممتد» (1998). وصَفَا الفكرة بأنها «استدماج خارجي فعّال»، يستند إلى الدور النشط للبيئة في توجيه العمليات الإدراكية. 
فيما يخص هوية الشخص (وفلسفة الذات)، تنطوي «أطروحة العقل الممتد (EMT)» على أن بعض جوانب هوية الفرد قد تُحدَّد من خلال بيئته الخارجية.

## «العقل الممتد»
يُعتبر مقال آندي كلارك وديفيد تشالمرز، الذي يدعى «العقل الممتد (1998)»، العمل المؤسس لأطروحة العقل الممتد (EMT). يقدم كلارك وتشالمرز فكرة «الاستدماج الخارجي الفعّال» (الذي لا يجب الخلط بينه وبين الاستدماج الدلالي)، حيث تعمل العناصر في البيئة كجزء من العقل. يجادل الكاتبان بأن الفصل بين العقل والجسم والبيئة هو تمييز غير مبرر نظريًا. نظرًا لأن العناصر الخارجية تلعب دورًا محوريًا في دعم العمليات الإدراكية، فإن العقل والبيئة يشكلان معًا «نظامًا مترابطًا» يمكن اعتباره نظامًا إدراكيًا متكاملًا بذاته. بهذه الطريقة، يمتد العقل إلى العالم المادي. يشترط كلارك وتشالمرز معيارًا رئيسيًا لتصنيف استخدام العناصر الخارجية في المهام الإدراكية كجزء من نظام إدراكي ممتد، وهو أن تعمل هذه العناصر بنفس الغرض الذي تؤديه العمليات الداخلية.
يقدم كلارك وتشالمرز تجربة فكرية لتوضيح دور البيئة في ارتباطها بالعقل. تذهب الشخصيتان الخياليتان «أوتو» و«إنغا» إلى متحف في نفس الوقت. يعاني أوتو من مرض آلزهايمر، وقد دوَّن جميع توجيهاته في مفكرة لتقوم بوظيفة ذاكرته، بينما تستطيع إنغا تذكُّر التوجيهات داخليًا من ذاكرتها. الحجة هنا هي أن الاختلاف الوحيد بين الحالتين يكمن في أن ذاكرة إنغا تُعالج داخليًا بواسطة الدماغ، بينما تعتمد ذاكرة أوتو على المفكرة. بعبارة أخرى، امتد عقل أوتو ليشمل المفكرة كمصدر لذكرياته. تستوفي المفكرة هذا الدور لأنها متاحة له باستمرار وبشكل فوري، وهو يثق فيها تلقائيًا. يقترح الكاتبان أيضًا اعتبار مفكرة أوتو امتدادًا لذاته؛ إذ تصبح المفكرة بطريقة ما «طرفًا أو عضوًا بيولوجيًا هشًا» يرغب أوتو في حمايته من الأذى.

وُجِّهت انتقادات لتجربة الفكر هذه باستدعاء فكرة أن ما يحدث مع «أوتو» لا يشبه تمامًا ما يحدث مع إنغا. تناول كلارك هذا النقد في كتابه «تكبير العقل» موضحًا:
«لم يكن الادعاء أن العمليات لدى أوتو وإنغا متطابقة أو حتى متشابهة من حيث آلية التنفيذ التفصيلية. ببساطة، فيما يتعلق بالدور الذي تلعبه الترميزات طويلة المدى في توجيه الاستجابات الحالية، يمكن اعتبار كلا نمطي التخزين داعمَين للمعتقدات الاستعدادية. الأمر يعتمد على طريقة استعداد المعلومات لتوجيه الاستدلال... والسلوك، وهذا هو المهم».

## الدلائل التجريبية
تُقدِّم فرضية القصدية المشتركة منظورًا آخر لفكرة العقل الممتد. استنادًا إلى أدلة من علم الأعصاب والبحوث النفسية-الفسيولوجية، اقترح البروفيسور الباحث «إيغور فال دانيلوف» أن الجهاز العصبي للجنين (كجزء من البيئة الخارجية للجهاز العصبي للأم) يمكن أن يشارك في العمليات الإدراكية للأم ويعمل كامتداد لعقلها. يُسهِم هذا الاقتران العصبي في حدوث التعلم الاجتماعي خلال الفترة الجنينية. من هذا المنظور، تُقدِّم مقاربة القصدية المشتركة دليلًا تجريبيًا على صحة أطروحة العقل الممتد.